# Eilif Samuelsen
Torben Eilif Lindenskov Samuelsen (* 22. Mai 1934 in Fuglafjørður) ist ein ehemaliger färöischer Lehrer und Politiker. Er war Abgeordneter des Sambandsflokkurin im Løgting sowie zwischen 1980 und 1998 Minister in drei färöischen Landesregierungen.

## Leben

### Ausbildung und Beruf
Eilif Samuelsen studierte von 1952 bis 1958 in Haslev in Dänemark an der dortigen Hochschule und am Lehrerseminar. Danach unterrichtete er als Lehrer von 1958 bis 1959 in seinem Heimatort Fuglafjørður, von 1959 bis 1965 in Hvalvík und von 1965 bis 1968 an der Tórshavner Gemeindeschule. Die längste Zeit verbrachte er jedoch an der Übungsschule für Lehrer (Venjingarskúlin) in Tórshavn, wo er über 30 Jahre vom Gründungsjahr 1968 bis 2002 tätig war. Parallel leitete er dazu von 1968 bis 1980 den färöischen Lehrerverband (Føroya Lærarafelag) und war von 1988 bis 1998 Vorsitzender des Vorstands der Tórshavner Musikschule. Nach seiner Pensionierung im Jahr 1999 arbeitete er noch drei weitere Jahre an der Übungsschule und begann danach Bücher zu übersetzen.

### Politik
Er gehörte von 1978 bis 1990 als Abgeordneter des Sambandsflokkurin dem färingischen Parlament (Løgting) an. Zwischen 1980 und 1998 war er Mitglied mehrerer färöischer Regierungen. 
Als Minister (Landsstýrismaður) für Bildung, Soziales und Energie von 1981 bis 1985 in der Landesregierung Pauli Ellefsen, Minister für Umwelt, Energie, Bildung, Kommunales und Nordische Angelegenheiten von 1994 bis 1996 in der Landesregierung Edmund Joensen I
sowie Minister für Umwelt, Energie, Bildung und Kommunales von 1996 bis 1998 in der Landesregierung Edmund Joensen II. In seine Zeit als Minister fallen die Verwirklichung der Schulprojekte für den weiterführenden Unterricht auf Eysturoy (Gøtugjógv und Kambsdalur).

### Familie
Eilif Samuelsens Eltern sind Rachel Malena geb. Midjord und Steingrím Samuelsen aus Fuglafjørður. Steingrím Samuelsen (1903–1951) ist der älteste Sohn von Andrass Samuelsen, dem ersten Ministerpräsidenten (Løgmaður) der Färöer. Der Løgtingsabgeordnete Trygvi Samuelsen (1907–1985) und der Journalist Georg L. Samuelsen (1910–1997) sind jüngere Brüder von Eilifs Vaters. Eilif selbst ist der vierte von 12 Geschwistern. Der färöische Gitarrist, Sänger und Komponist Stanley Samuelsen ist sein jüngster Bruder. Verheiratet ist Eilif mit Katrin Maria geb. Hansen aus Saksun. Er lebt mit seiner Frau in Tórshavn.

### Sonstiges
Eilif Samuelsen übersetzte zahlreiche Bücher ins Färöische, darunter viele weltanschauliche Werke (Philosophie, Theologie) von antiken Autoren wie Augustinus, Platon und Aristoteles und mittelalterlichen Autoren wie Thomas von Aquin, aber auch Bücher von Schriftstellern der Neuzeit wie Väter und Söhne von Iwan Turgenjew.
Für diese Übersetzungsarbeiten wurde ihm im Herbst 2016 der Färöische Literaturpreis für eine besondere kulturelle Leistung verliehen.